# Peter Mokaba
Peter Ramoshoane Mokaba (* 7. Januar 1958 in New Look Location bei Pietersburg; † 9. Juni 2002 in Johannesburg) war ein südafrikanischer Politiker und Präsident der ANC Youth League von 1991 bis 1994.

## Leben
Mokaba wurde als zweites von vier Kindern des Ehepaars Priscilla und Albert Mokaba in einem Township von Pietersburg geboren. Während seiner Grundschulzeit an der römisch-katholischen Grundschule in New Look wurde die Familie gewaltsam nach Mankweng, 28 Kilometer östlich von Pietersburg gelegen, umgesiedelt. Weil zu dieser Zeit hier keine Schule existierte, musste er in einem nahen Dorf, in Motolo, zur Grundschule gehen. Später konnte er die Pula-Madibogo Lower Primary School in Mankweng und schließlich die Dikolobe Senior Primary School sowie die Hwiti High School besuchen.
Während seiner Highschool-Zeit war Mokaba im Rahmen des Aufstands in Soweto im Jahr 1976 Anführer eines Schulboykotts in der Region um das damalige Pietersburg, in dessen Folge er der Schule verwiesen wurde. Nach einer Flucht und dem nächtlichen Versteck in nahen Bergen kam er wegen des Vorwurfs zur Erregung öffentlicher Unruhe in Polizeihaft und wurde nach dem Terrorism Act zu einem Monat Gefängnis verurteilt. Die südafrikanische Regierung und die des Homelands Lebowa schlossen ihn wegen seines politischen Engagements künftig vom Schulbesuch aus. Er machte dennoch im Selbststudium seine Matriculation mit Abschluss in 1978, sodass er sich 1980 an der University of the North einschreiben konnte. Zwischendurch war er als Lehrer bei der Makgoka High School in Moria angestellt. Hier unterrichtete er Mathematik und Naturwissenschaften; nebenbei auch Karate, wobei er es bis zum schwarzen Gürtel brachte.
Aufgrund seiner Zugehörigkeit zum Umkhonto we Sizwe wurde er 1982 auf Robben Island inhaftiert; 1984 wurde das Urteil aufgehoben. Nach seiner Entlassung setzte er die Arbeit für den United Democratic Front (UDF) fort. 1987 wurde er zum Präsidenten des South African Youth Congress (SAYCO) gewählt, 1991 zum Präsidenten der ANCYL. Bei den ersten freien Wahlen errang Mokaba einen Sitz in der Nationalversammlung und wurde stellvertretender Minister für Umweltschutz und Tourismus im Kabinett von Nelson Mandela. 1991, 1994 und 1997 wurde er in das nationale Exekutivkomitee des African National Congress gewählt. Er war ein enger Freund von Winnie Mandela.
Mokaba starb 2002 während der Vorbereitung des Wahlkampfes für die Wahlen 2004. Seine politische Einstellung war nicht unumstritten: während des Kampfes gegen die Apartheid und nach deren Ende nutze er häufig den Slogan „Kill the Boer, kill the farmer“ (dt.: Töte den Buren, töte den Farmer); Forschungen zu einem Medikament gegen HIV lehnte er ab. Während der ANC von einer „natürlichen Todesursache“ sprach, wurde vermutet, er sei an AIDS gestorben.

## Ehrungen
- Peter-Mokaba-Stadion in Polokwane
- Order of Luthuli in Silber (postum 2012)[1]